# Нови Сули
Нови Сули (грч. Νέο Σούλι, Нео Сули) је насељено место у општини Емануил Папас у периферији Средишња Македонија, Грчка. Према попису из 2021. године био је 2.051 становник.
Према бугарском географу и историчару, Василу Канчову, у Новој Сули је 1900. године живело 820 Грка и 15 Турака. 
У селу је био смештен мали број грчких избеглица. На попису из 1928. године Нови Сули је имао 1.861 становника, од чега је 155 избеглица. Село се раније звало Субашкој.